# Paul Douglas
Paul Douglas (ur. 11 kwietnia 1907 w Filadelfii, zm. 11 września 1959 w Los Angeles) – amerykański aktor filmowy i telewizyjny.

## Wybrana filmografia
seriale
- 1948: Studio One (serial telewizyjny)|Studio One jako Paul Kadsoe
- 1955: Alfred Hitchcock przedstawia jako Bill Fleming
- 1956: Playhouse 90 jako David Ringler / Emery Ganun
- 1958: Westinghouse Desilu Playhouse jako on sam

film
- 1935: Calling All Tars jako sygnalizator
- 1950: Podzielone miasto (The Big Lift) jako Hank Kowalski
- 1950: Panika na ulicach (Panic in the Streets) jako kapitan Tom Warren
- 1954: Rada nadzorcza (Executive Suite) jako Josiah Walter Dudley
- 1957: Beau James jako Chris Nolan
- 1959: Gra godowa (The Mating Game) jako Pop Larkin

## Wyróżnienia
Posiada dwie gwiazdy na Hollywoodzkiej Alei Gwiazd.